# Sarmale

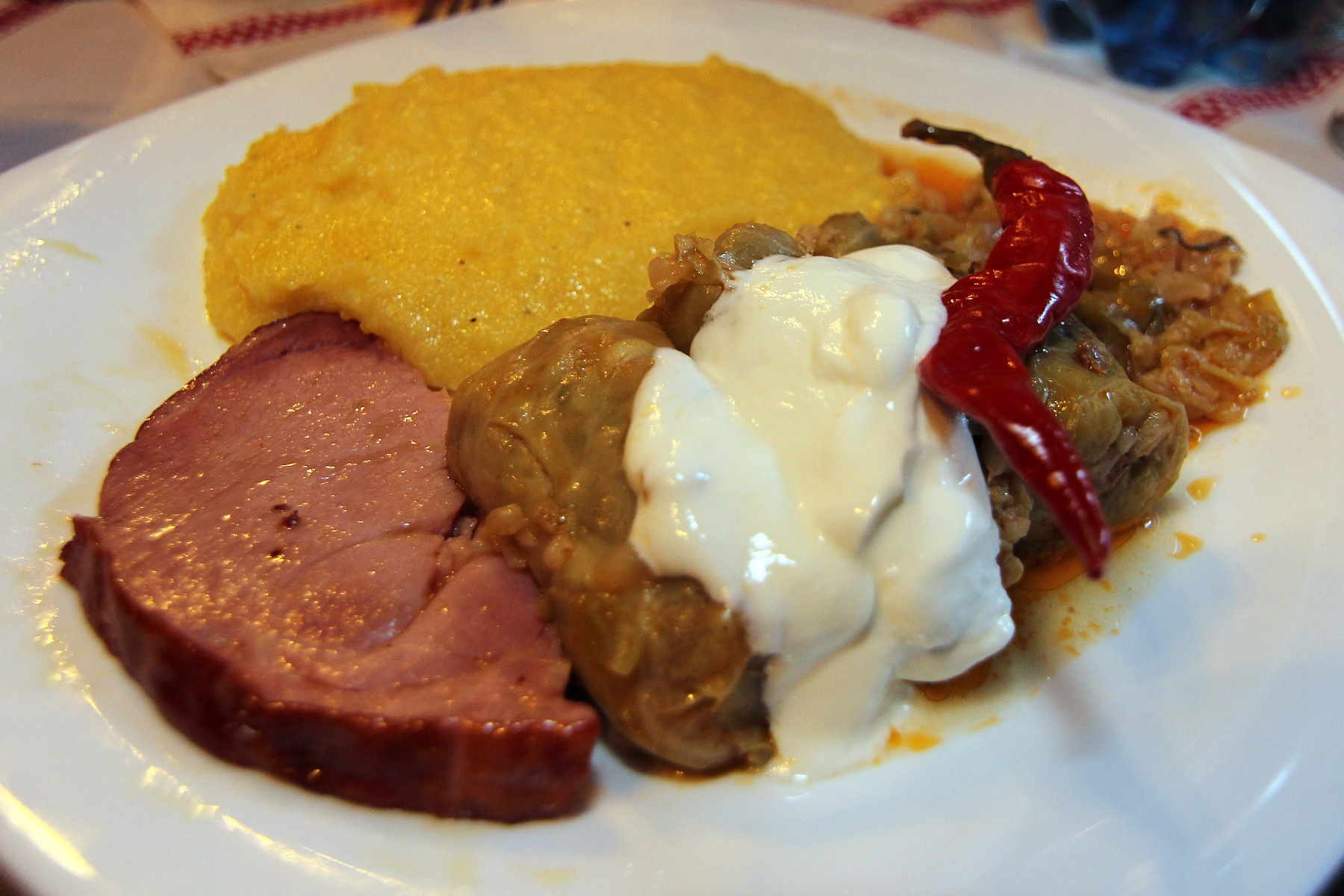
Sarmale avec de la smântână accompagné de mămăligă, slănina et piments rouges.

Les sarmale ou sărmaluțe ou encore varză umplută sont un mets traditionnel roumain et moldave. Il s'agit d'un chou farci ou encore d'une paupiette de chou, composé d'une feuille de chou farcie avec de la viande hachée de porc et du riz mélangé avec des légumes, des oignons, et des herbes aromatiques comme la sarriette ou l'aneth.

Les sarmale sont traditionnellement cuits empilés dans un pot en terre cuite dans un mélange de bouillon de borș et de sauce tomate. Une sauce brune appelé rântaș à base de farine et d'oignons, est souvent ajoutée à la fin de la préparation. Les sarmale sont généralement servis chauds avec un bol de smântână accompagné de mămăligă. Le terme Sarmale désigne aussi des feuilles de vigne farcies, et globalement tout plat de feuilles farcies.

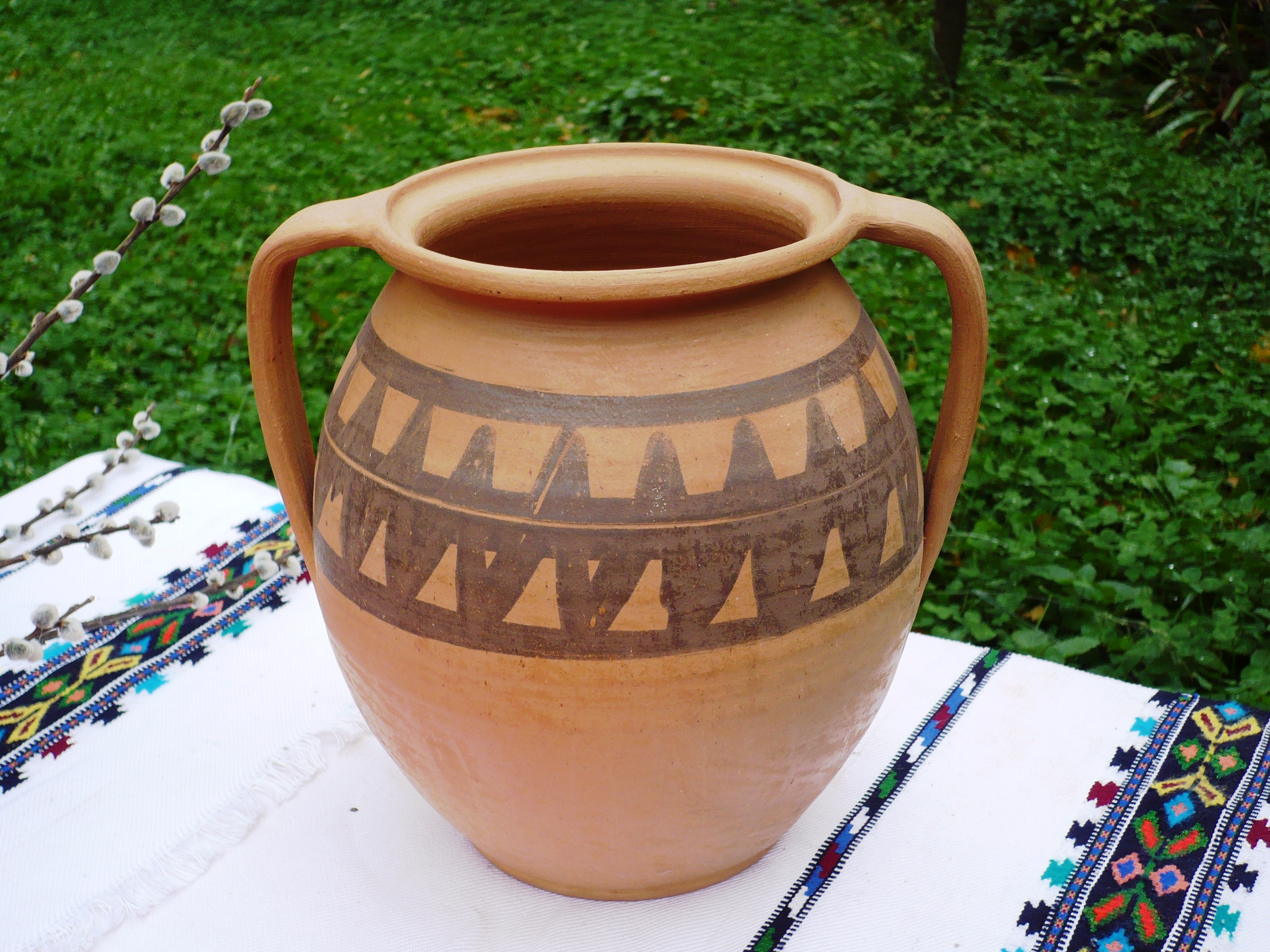
Céramique de Săcel : pot traditionnel à sarmale.

## Origines
Les pays roumains « sont des pays de transit, situés à la périphérie de plusieurs empires », affirme Radu Anton Roman, auteur du livre Plats, vins et coutumes roumains. La cuisine roumaine est en effet un mélange d’influences turque, grecque, romaine, française et russe.
Parmi les créations locales qui résultent de cette fusion de traditions : les sarmale ou choux farcis à la roumaine.
On ne peut savoir quand et comment les choux farcis sont arrivés en Roumanie et Moldavie, ce qui ouvre la porte à une profusion d'hypothèses sur l'origine de cette spécialité culinaire dans la gastronomie roumaine :

### Hypothèse protochroniste
Le protochronisme est un courant pseudo-historique international, assez puissant en Roumanie depuis Nicolae Densușianu (auteur d'une Dacie préhistorique qui a influencé des générations d'historiens) et favorisé par le régime Ceaușescu (qui était isolationniste). Ce courant cherche à faire remonter à la Préhistoire toutes les caractéristiques actuelles d'un peuple et de sa culture : les Roumains et leurs sarmale n'y échappent pas. Les protochronistes roumains les font remonter aux peintures rupestres des hommes préhistoriques qui enveloppaient les aliments, en utilisant des peaux d'animaux (comme l'outre), des coquillages, des calebasses séchées et évidées ou dans différentes feuilles comestibles comme dans le cas du tamal. Selon ce point de vue, le premier chou farci, était juste un morceau de viande roulé dans un emballage de feuille de chou. De plus, avec l'invention du pot d'argile, les Daces, qui selon les protochronistes sont une population protohistorique résidant sur les territoires actuels de la Roumanie, cuisinaient dès le IVe siècle av. J.-C., le même thrion, que les Grecs antiques, attesté Archestrate dans sa Ηδυπαθεια (Hedypatheia). Or le thrion était composé d'une feuille de figuier farcie de cervelle et de fromage donc sensiblement différent des dolmas et des sarmale modernes. Mais qu'à cela ne tienne : les protochonistes soulignent que dans la mythologie grecque, le figuier est l'arbre consacré à Dionysos, comme la vigne et le lierre : selon eux, le lien est donc évident, d'autant que dans la mythologie  grecque, le chou a jailli des larmes de Lycurgue, roi des Édoniens en Thrace. Les protochronistes rapprochent ce mythe avec un récit du géographe Strabon qui, dans sa Γεωγραφικά (Géographie), raconte que les Daces « s'étaient laissés persuader (...) de couper leurs vignes et de renoncer à l'usage du vin », car leur roi Burebista avait ordonné la destruction de tous les vignobles du royaume afin que ses soldats restent vigilants et réactifs en cas d'invasion : ils en déduisent que la disparition de la vigne en Dacie a engendré l'utilisation de la feuille de chou farci pour les dolma, créant ainsi les sarmale. En outre, peut-être influencés par les pratiques des Roumains à l'époque de la dictature, les protochronistes relient la création des sarmale à une transgression de la religion des Daces : le même Strabon rapporte à propos des Daces, que « la pratique propre à Pythagore consistant à ne pas consommer de viande est restée chez eux sous la forme d'un commandement donné par Zalmoxis » et les protochronistes en concluent que dissimuler la viande dans des feuilles de chou aurait été une manière détournée de consommer de la viande sans craindre le courroux de Zalmoxis.
Ils affirment que tous les ingrédients nécessaires pour la confection de sarmale sont déjà présents dès l'antiquité en Dacie :
Le chou : La culture du chou en tant que légume remonte à la plus haute Antiquité, à partir de formes sauvages originaires d'Europe occidentale ou méridionale.
Le porc : Quant à la viande, la domestication du porc remonte probablement vers le VIIe millénaire av. J.-C., en débutant en Asie mineure et qui est attestée à l’âge du bronze chez les Égyptiens et les Mésopotamiens. Sa facilité d’élevage et de reproduction, l’abondance de sa viande vont rendre son expansion très rapide à travers l’Europe et donc, en Roumanie aussi.
Le riz : Quant au dernier ingrédient principal, on attribue à Alexandre le Grand le mérite d'avoir introduit le riz en Europe.
Cette version est attestée par l'étymologie du mot riz en roumain, qui se dit orez, terme dérivé du grec ancien ὄρυζα (óruza) qui lui-même vient du tamoul அரிசி (arici).

### Hypothèse romaine

L'Empire romain.

Lorsque la Dacie fut conquise par l'empereur romain Trajan en 106 apr. J.-C., les Romains appliquèrent la Pax Romana à la Dacie romaine et ils imposèrent la romanisation de la culture indigène, dont la gastronomie. À cette époque, les Roumains connaissaient déjà des plats farcis avec le De re coquinaria où le célèbre Marcus Gavius Apicius expose nombre de recettes de cuisine avec farce comme le Porcellum hortulanum (porcelet à la jardinière) ou encore plus proche du sarmale, comme l'esicium ou esicia omentata, une sorte de crépinette, c'est-à-dire, une paupiette de hachis de viande enveloppée d'une crépine conservée dans la saumure.
On sait aussi qu'Apicius recommandait d'ajouter du carbonate à l'eau de cuisson, méthode toujours en usage, afin que le chou garde sa belle robe verte. Bien qu'il dédaignait ce légume, Apicius a rédigé cinq recettes utilisant le chou comme ingrédient principal, toutes intitulées Aliter Coliclos. Dont une, qui consiste en un chou farci aux poireaux.
De plus, François Massialot dans son ouvrage Le Cuisinier Royal et Bourgeois, stipule que « les légionnaires romains se régalaient déjà de chou farci »

### Hypothèse juive

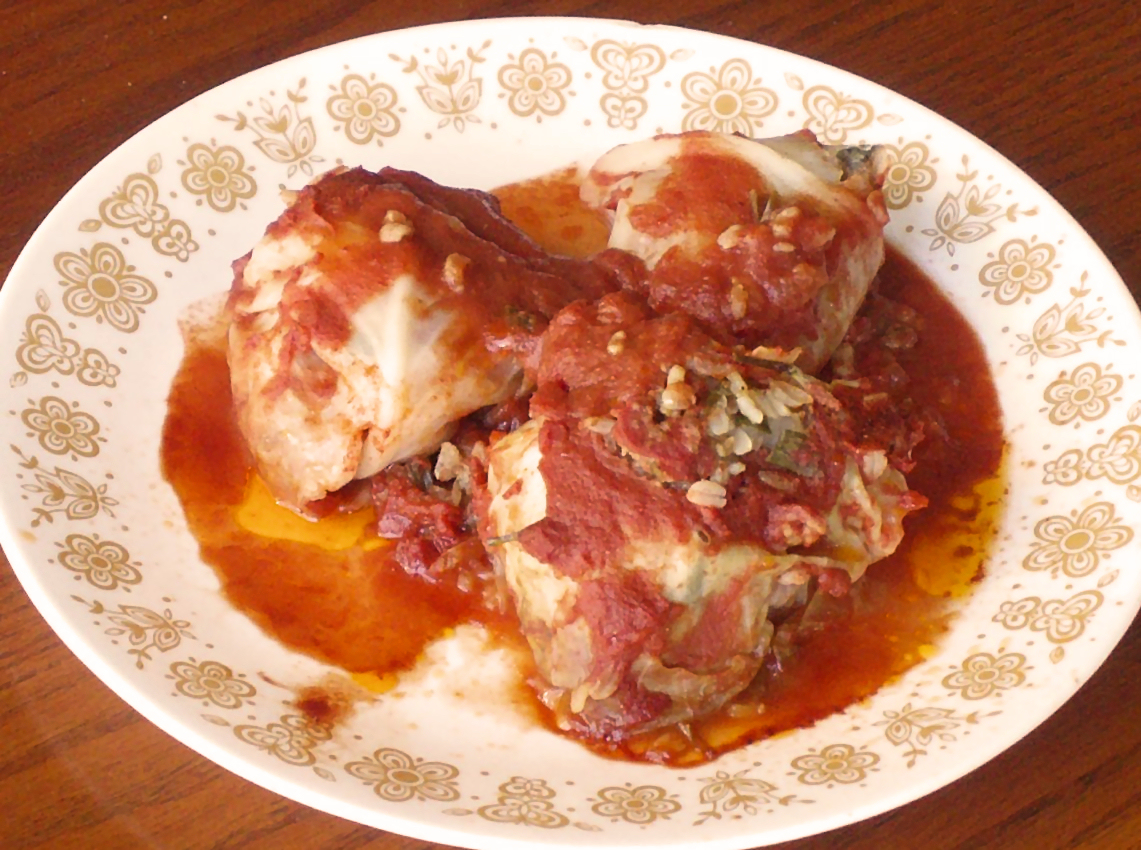
Le holishkes serait peut-être l'origine du sarmale.

Le chou farci est un plat traditionnel chez les juifs, cuisiné à l'occasion du Sim'hat Torah et du Souccot. Selon l'historien Gil Marks, le chou farci fait partie de la gastronomie juive depuis 2 000 ans.
Des communautés de juifs romaniotes se sont établis sur les rives de la Mer Noire, ainsi qu'en attestent les écrits de Luc et en particulier, les récits des voyages de Paul de Tarse. Des traces archéologiques et paléographiques de judaïsme romaniote comme des stèles et des ruines de synagogues notamment ont été découvertes dans l'antique cité de Tomis, connue aujourd'hui sous le nom de Constanța dans le județ de Constanța. Ces communautés romaniotes, de langue yévanique, sont également présentes à Brăila, à Galați, à Constanța et à Polychronia, appelée aujourd'hui Soroca situé en République de Moldavie comme le mentionne le Codex Latinus Parisinus de 1395. Il se pourrait très bien que la recette du sarmale est l'adaptation à la roumaine, par l'adjonction de viande de porc, du holishkes ou chou farci juif.

### Hypothèse ottomane
Cependant, la théorie la plus largement admise est que les sarmale ont été introduites en Roumanie, très tardivement, à l'époque où le pays était sous la domination ottomane, entre les XIVe et XVIIIe siècles.
Les premiers témoignages écrits retrouvés qui parlent des sarmale datent tous de cette période.
Cependant, l'iranologue autrichien Bert Fragner, dans son livre From the Caucasus to the Roof of the World: a culinary adventure, soutient que l'origine de la cuisine ottomane est un mélange de la gastronomie de la Grèce antique, de l'Empire byzantin, des nations arabes, des traditions phéniciennes et juives, et donc il est légitime de penser que les cuisiniers ottomans ont pu aussi s'inspirer du savoir-faire culinaire européen.

### Témoignages écrits
Parmi les documents trouvés par l'historien Nicolae Iorga dans l'église arménienne de Iași du județ de Iași, il y a un acte du tribunal des années 1675-1680 dans lequel deux marchands arméniens et un curé discutent au sujet d'une auberge dénommé Trei sarmale.
Au cours des XVIIe et XVIIIe siècles, des témoignages écrits de voyageurs étrangers signalent que les sarmale étaient un mets très apprécié à la cour du prince Constantin II Brâncoveanu.

### Origine de la choucroute en Roumanie
La choucroute ou varză acră fait référence, dans ce contexte, au chou transformé par une lactofermentation dans une saumure et non à la choucroute garnie.
Le chou aigre aurait été créé par les Grecs anciens. Caton l'Ancien ou encore Dioscoride dans son Materia Medica, préconisent d'utiliser une espèce de choucroute pour soigner certains maux.
Les Romains maîtrisaient déjà le saumurage des aliments comme le prouve la Via Salaria, qui assurait l'approvisionnement de Rome en sel de la mer Adriatique. Cette technique de conservation des aliments a pu être transmise aux proto-Roumains.
La saumure en Roumanie peut provenir de sources naturellement salées, comme celles de Luminiș ou de Mărgineni, en Roumanie, que les habitants utilisent encore au XXIe siècle. Ou encore par ajout de sel d'origine marine venu de la Mer Noire ou de la saline de Praid qui est le plus grand gisement de sel d'Europe dont les débuts d'exploitation datent de l’époque romaine. Il est à noter que Praid sera le lieu du Festival International des Sarmale dès 1995. Quant à l'exploitation du sel de la Mine de sel de Turda', elle a commencé avant la conquête romaine de la Dacie, les archéologues ayant trouvé des preuves matérielles datant de 50 av. J.-C. à 106 apr. J.-C. 
Il est intéressant de savoir que les riches citoyens Romains dégustaient déjà de la choucroute.
Une autre théorie suggère que le chou saumuré proviendrait de Chine, d'où il aurait été apporté en Europe, et notamment en Roumanie, soit par Attila et ses Huns qui auraient découvert cette méthode de conservation, lorsqu'ils se sont heurtés à la Grande Muraille, dont les ouvriers et les garnisons étaient nourris, dans ces contrées isolées et arides d'une espèce de chou fermentée, soit rapporté par des grands voyageurs comme Marco Polo.
En soulevant la théorie chinoise, il est intéressant de savoir que Da Qin ou l'Empire romain et la Chine entretenaient des liens d'abord indirects, au IIe siècle av. J.-C. Puis directs avec des échanges d'ambassade notamment en 130 av. J.-C. ou en 166 de notre ère. Il faut noter que la choucroute des chinois était fermenté dans du vin. Les premières vignes auraient été introduites en 128 av. J.-C. par le général Zhang Qian en guise de cadeau pour l'Empereur Han Wudi. Ces vignes sont d'origine indéterminée, mais on pourrait penser, qu'il s'agirait éventuellement d'un cadeau des Romains, grands amateurs de vin.
Le chou jouait un rôle important dans l'alimentation des hommes pré-1492, ou d'avant l'introduction des végétaux comestibles d'origine américaine. Louis Stouff dans son ouvrage intitulé Ravitaillement et alimentation en Provence aux XIVe et XVe siècles, édité en 1970, écrit que : « L'importance extrême du chou mérite d'être soulignée : pendant des mois, il est un élément fondamental de la nourriture ; on en mange plusieurs fois par semaine. Le poireau et les épinards sont aussi fréquemment consommés ; ils apportent un peu de variété pendant les longues semaines consacrées au chou ».

### Consommation de viande de porc en Roumanie
Les sarmale sont traditionnellement à base de viande de porc. L'explication de cette grande consommation de viande de porc dans la gastronomie traditionnelle roumaine s'explique par son histoire.
Sachant qu'autrefois la Roumanie faisait partie de l'Empire romain, on sait par le De re coquinaria d'Marcus Gavius Apicius qui ne mentionne qu'une seule recette de bœuf et trois pour la viande de veau, que c'était la viande de porc qui était consommée principalement. Car le cochon fut le seul animal à être élevé exclusivement pour la boucherie. On l'engraissait en lui donnant de l'orge, des fèves et céréales variées ajoutées à des glands. On castrait les mâles pour favoriser la prise de poids, ainsi on obtenait des bêtes énormes dont l'abattage se faisait avant l'âge de trois ans.
En Roumanie, comme dans toute l'Europe, la viande la plus courante et donc la plus utilisée au Moyen Âge était le porc, dont on tirait la charcuterie comme : les saucisses, les saucissons, le lard... Le bétail ovin ou bovin et même les poules étaient quelque chose d'inestimable, on faisait en sorte d'en tirer tout ce qu'on pouvait, sans le tuer comme le labeur dans les champs, la laine, le lait ou le œufs. Et comme il n'y avait pas de réfrigérateurs, on préservait la viande par salaison, fumage, séchage, etc. Aussi, la viande de porc et de volaille étant les plus faciles à entretenir, ces animaux étaient en prédominance sur les tables roumaines.
Il faut aussi savoir que l'Empire ottoman s'étendait en Roumanie, et pendant des décennies les principautés roumaines de Valachie, Moldavie et, pour un temps, la Transylvanie, payaient au sultan un tribut comprenant des troupeaux de vaches et de moutons au cours des XVe et XVIe siècles, de sorte que la viande de porc (haram dans la cuisine islamique, voir Coran, V, 3) et celle de volailles sont devenues majoritaires dans la cuisine roumaine.
De nos jours, la Roumanie élève beaucoup de porcs, mais en plus elle en importe de grande quantité de viande porcine. En 2004, la Roumanie était le troisième pays hors de l'Union européenne à importer de la viande de porc d'origine communauté européenne. Fin 2008, la Roumanie comptait 6,16 millions de cochons. Et ne pas oublier le risque récent mais toujours actuel, d'une épizootie d'encéphalopathie spongiforme bovine et de la tremblante du mouton en Roumanie qui encourage la consommation de viande porcine.
De plus, depuis son adhésion à l'Union européenne en 2007, la Roumanie a vu baisser sa consommation de viande bovine en raison de la hausse des prix, liée à la fin des importations de viande brésilienne à faibles droits de douane.

### Sarmale sous le régime communiste
La cuisine roumaine a dû s’adapter au manque de denrée dont a souffert le pays durant le régime communiste.
Le sarmale est resté l’incontournable plat national, cependant les ingrédients traditionnels introuvables comme les feuilles de chou aigre et la viande hachée de porc furent remplacés par des feuilles de tilleul et du salami haché.
Cependant face au régime communiste marqué par la pénurie (notamment alimentaire), le sarmale et globalement la cuisine roumaine traditionnelle a pu être maintenue intacte pour les fêtes. Les aliments rares prenaient une valeur particulière du fait même de leur rareté.
Les sarmale qui sont un élément indispensable aux fêtes, sont perçues comme une composante identitaire puissante, les Roumains couraient partout pendant des mois, pour amasser des denrées pour la fête. La table de fête était l’aboutissement de longs mois d’efforts, et le fait de pouvoir manger des sarmale traditionnels devenait ainsi un réel acte de résistance.
L'anthologie compilée par Mariana Codruț intitulée Tovarășe de drum. Experiența feminină în comunism (Camarade de route. Expérience féminine dans le communisme), décrit le cas particulier de la condition féminine pendant le régime communiste roumain. Adriana Bitteli, une des coauteurs, définit le concept de « regina sarmalelor » ou reine des sarmale comme l'idéal féminin pendant le communisme roumain. Elle évoque dans ce livre, le courage des Roumaines qui ont fait face à l'oppression exercée contre elles, non seulement par la politique de contrôle des naissances, mais aussi par d'autres mesures économiques et sociales de perpétuer, sous une autre forme, les structures du patriarcat d'avant-guerre par le biais des enfants, des soins aux personnes âgées, mais aussi par la gestion du ménage et des provisions qui sont encore plus difficiles dans une ère de pénurie dramatique.
Pendant le règne de Nicolae Ceaușescu, le mois de janvier se passait entièrement sous le signe des dates d'anniversaire du conducator et de sa femme Elena: elle le 7 janvier, lui le 26. Les festivités autour du couple Ceaușescu étaient devenues les fêtes les plus importantes du calendrier laïc et athée du régime communiste roumain, et pouvaient occuper l'intégralité du mois de janvier. Les fêtes étaient en famille et avec des camarades du Parti, souvent organisées dans une villa au bord du lac de Snagov. Les repas festifs étaient composés de plats traditionnels, comme les sarmale, la salată de bœuf... Si ces plats venaient à manquer, c'était la catastrophe. On peut découvrir dans les mémoires de Mihaela Moraru, la nièce du dictateur, que Nicolae Ceaușescu avait une grande passion pour les sarmale.

## Étymologie
Étant donné la pluralité des hypothèses concernant l'introduction du sarmale, il y a aussi plusieurs théories quant à l'origine du nom sarmale dans la langue roumaine.

### Origine turque du mot
La majorité des pays utilisent le terme dolma, même en suédois on retrouve la racine dolma dans le mot kåldolmar. Les Roumains ont préféré appeler le chou farci par le nom de sarmale qui serait un nom dérivé du turc yaprak sarması qui signifie littéralement « feuilles roulées ». Le terme sarma provient du verbe sarmak qui désigne le fait de enrouler ou la notion d'emballage.
Il est possible que le terme serbe сарма (sarma) ait servi d'intermédiaire entre le turc et le roumain.
Sarma est aussi une forme évoluée du nom de Sarruma chez les Hittites. Sarma est l'équivalent en langue Hittite de Hermès. On retrouve ce même nom de divinité sous une différente orthographe ches les Daces.

### Originegéto-dacedu mot
On retrouve dans le nom de la capitale des Daces qui s’appelait Sarmizegetusa, la même racine qu'on peut lire dans sarmale. Sarmizegetusa était une cité fortifiée bâti en l'honneur de Sarmis, le nom dace d'Hermès dont son animal fétiche est une tortue. On retrouve encore cette racine dans le nom sarmates, un peuple connu à l'Antiquité pour ses armures appelées cataphracte. La racine dace sarm suggère une idée de protection qui est aussi évoquée par une paupiette recouverte de feuilles de chou. Cette notion sera reprise dans la langue turque.
Des archéologues ont révélé des traces d'une tribu de Sarmates dans la nécropole de Tirgsor, dans le district de Ploiești en Roumanie. Il se peut que le nom sarmale soit lié à ce peuple. De plus, la Notitia Dignitatum : Praefectus Sarmatarum gentilium et le Taifalorum gentilium Pictavis in Gallia attestent de la présence de Sarmates dans la région du Poitou en France, qui là-bas aussi, existe une recette traditionnelle de chou farci poitevin. Puis le Notitia Dignitatum, datant du Ve siècle, mentionne la présence du IVe Corps des Sarmates en Roannes et en Velay, où en Auvergne aussi, le chou farci est un plat traditionnel.
Par ailleurs, le mot varză (chou) est un mot dace. Ce qui confirme que le chou était déjà connu à l'époque des Daces.

### Origine latine du mot
Le nom sarmale pourrait provenir du latin salmuria. Le mot sal signifie sel et muria veut dire saumure par allusion au chou aigre du sarmale.
Le nom sarmale partage la même racine latine avec les mots saramură, murături ou salami tous des noms de spécialité culinaire roumaine qui sont conservés par saumurage ou salaison (en latin: salsameta).
Sarmale pourrait aussi prendre son origine du latin sarmentum qui fait partie du champ lexical de la vigne, allusion du fait que les sarmale, à l'instar des dolmadakis se font aussi avec des feuilles de vigne.
En reprenant la théorie liée à Zalmoxis, le nom sarmale pourrait venir du latin samardacus ou sarmadacus qui signifie imposteur. Samar- pourrait dériver du grec amartia qui veut dire erreur.
Et dacus désigne en latin les daces. Le mot samardacus désigne globalement en latin un imposteur, mais pourrait très bien évoquer ce plat de viande camouflé en légume d'origine dace.

### Pluriel ou singulier
Sarmale est la forme au pluriel de sarma, celle-ci étant inusitée en Roumanie. À l'instar de « spaghetti », qui est la forme au pluriel de spaghetto, la forme au singulier n'est pas utilisée. Selon le mode opératoire traditionnel, les sarmale sont préparées en grande quantité et sont plusieurs à garnir une même assiette. Le terme est donc toujours utilisé dans sa forme au pluriel.
La forme au singulier sarma est tellement peu courante dans le langage parlé par rapport à sarmale, qu'est apparu un néologisme d'une autre forme de singulier par dérivation du pluriel : sarmală,.
Le poète roumain Mihai Eminescu a créé un néologisme inspiré du français concernant le pluriel de sarmale en surnommant son ami Dimitrie Petrino le baron des trois sarmaux, allusion du fait qu'il était un habitué de l'auberge dit des Trei Sarmale (trois sarmale) à Iași.

### Traduction du mot en français
En ce qui concerne la cuisine roumaine, on remarque une oscillation des traducteurs entre la traduction faible et la traduction forte des noms de plat, mais en ce qui concerne le chou farci à la roumaine, pour préserver son identité culturelle, et donner un aspect pittoresque, généralement c’est l’emprunt lexical qui semble être le procédé le plus courant. Par exemple, dans le livre de Zaharia Stancu intitulé Desculț (Les nu-pieds) , la phrase : « Miroase a sarmale de porc și a grăsime de berbec fript. » a été traduite par Claude Sernet en : « Odeur de sarmalés et de lard. »

### Synonyme
Le terme gălúșcă , synonyme de sarmale, vient du russe qui signifie boulette. Les galushka (Галушки) dans la cuisine russe sont des sortes de gnocchis.
Dans le Banat et en Transylvanie, les sarmale sont aussi appelés perișoară qui sont des boulettes de viande présents dans des soupes.
En Bucovine, on trouve aussi le terme piroșcă, qui vient du russe Пирожки (Pirojki).

## Différents types de sarmale
Il existe en Roumanie un nombre fabuleux de recettes, le journaliste gastronomique Radu Anton Roman en dénombre environ 30 à 40 recettes différentes de sarmale. Les variantes se caractérisent par deux critères :

### Selon la région

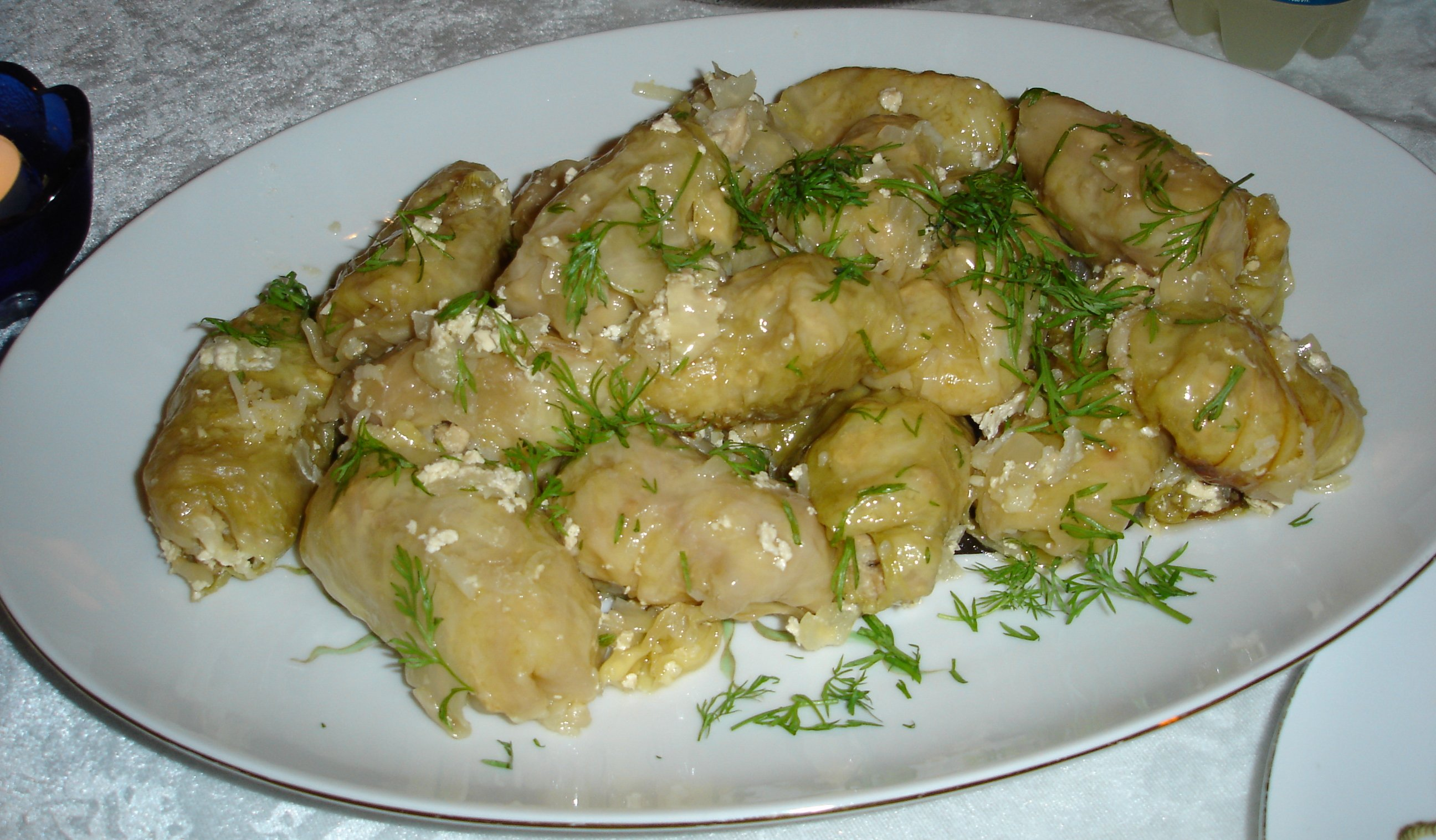
Plat de sarmale relevé à l'aneth.

- les sarmale moldaves sont toutes petites et serrées dans leur feuille de vigne (sarmale în foi de viță) ;

- la farce des sarmale de Transylvanie est composée d'un mélange de viande de porc et de bœuf ;

- les sarmale de Bucovine se multiplient par cinq, chacune enveloppée d’une feuille différente et farcie d’une viande différente, et le tout est enveloppé dans une grande feuille de chou dit nid de cinq (cuib de cinci )[43] ;

- dans certains villages des monts Apuseni, le plat se fait appeler sarmă (sarme au pluriel). Les gens du pays mettent un morceau de călbaj, une sorte de caltaboș et de la viande fumée pour faire des sarmale ;

- au poisson (esturgeon, carpe ou sandre), recette qu'on trouve en Drobrogée ;

- une recette traditionnelle de Maramureș existe où le riz est remplacé par du păsat[44] ;

- le sarmale préparé à la façon d'un mille-feuille[45] est appelé en Transylvanie le sarmale a la Cluj ou varză de Cluj et en Moldavie, il se nomme sarmale răvăşite[46] (sarmale ravagés).

### Selon la saison

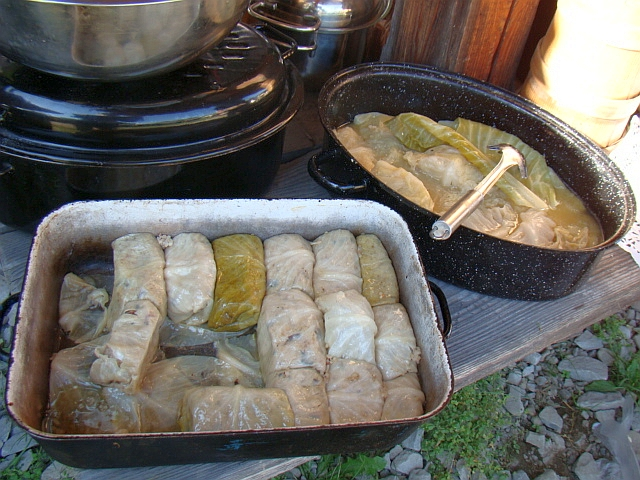
Sarmale à la mode des Carpates.

- au printemps, avec toute une gamme de sarmale enveloppés dans des feuilles diverses et variées, comme celle d'épinard[47] (sarmale în foi de spanac), de betterave (sarmale în foi de sfeclă), de radis noir, de livèche (sarmale în foi de leuștean), de poireau[48] (sarmale în foi de praz), de rumex (sarmale în foi de ștevie)[49];

- végétarien pour la Carême, on l'appelle sarmale de post, où le sarmale est farci de légumes, à la urdă[50], au soja[51] ou encore aux noix[52] ;

- pour Pâques, les sarmale se font aussi avec de la viande d'agneau. Cette recette est liée à la tradition de l'agneau pascal ;

- pour le 14 octobre à l'occasion de la Sainte Parascève d'Épibata, des sarmale dites sarmale secs ne sont garnis, pour ce jour uniquement, que de riz[53] ;

- le sarmale période communiste, aux feuilles de tilleul et au salami haché[27].

## Folklore et traditions

### Un plat de toutes les fêtes
En Roumanie, la fête est toujours synonyme de repas, et manger des sarmale est synonyme de fête. Et point de fête sans sarmale.

#### Sarmale, religion, croyance et superstition
Pour beaucoup de Roumains, le jour où on tue le cochon est considéré comme une fête en soi. Ceci s'explique par le fait qu'autrefois il n'était pas commun de manger de la viande, mais aussi de sa proximité avec Noël.
Le 20 décembre, à la Saint-Ignace, il est coutume de tuer le cochon, avec lequel on prépare les différents plats pour Noël, comme la tobă, la răcituri, les caltaboș et les fameux sarmale.
En Roumanie, les sarmale composent le repas traditionnel de Noël, et ils sont également servis pour l'Épiphanie (bobotează). Pour l'anecdote, selon des légendes roumaines, le livre de Peter Haining, The Dracula scrapbook édité par les éditions New English Library en 1976, nous rapporte que la viande de cochon tué le jour de la Saint-Ignace est un bon moyen de se prémunir contre les vampires.
On retrouvera aussi, à côté du drob, les sarmale à l'occasion des fêtes de Pâques.
Chaque année, le 14 octobre est fêtée sainte Parascève d'Épibata. Chez les pratiquants orthodoxes, en hommage à cette sainte ascétique, ce jour est marqué par un jeûne sévère. La nourriture doit rester frugale, maigre. C'est ainsi que les sarmale ne sont garnies, en ce jour que de riz, dites « sarmale secs ».
Le baptême (botezul) d'un enfant est toujours suivi d'un festin de sarmale avec de la Țuică et des colaci.
Les sarmale sont traditionnellement servis aussi comme l'un des plats principaux au cours des cérémonies de mariage (nunți). On remarque une certaine analogie avec la coutume en Grèce antique, où après leur nuit de noces, les nouveaux mariés dégustaient une soupe aux choux, symbole de la fertilité.
Le sarmale est consommé lors des enterrements. Un banquet appelé pomana, est organisé chez la famille du disparu. Ce repas comprend notamment des sarmale. Quarante cinq jours après le décès, une nouvelle pomana avec des sarmale est redonnée.
Une certaine tradition veut que des repas complets voire des festins soient pris sur les tombes, car il convient en ces occasions de manger avec les morts, à leur table.
Le sarmale est perçu comme une offrande aux ancêtres et, selon une tradition folklorique oltène : « au paradis tout le monde mange des sarmale par groupes de parenté ».

#### Plat des fêtes civiles
Il n'est pas rare que les municipalités organisent un banquet pour célébrer un événement, et le sarmale est à chaque fois l'invité immanquable.

##### Fête nationale
À l'occasion de la fête nationale, le 1er décembre, alors que chaque année, l'Armée prépare et distribue du fasole cu cârnați, en 2009, la municipalité de Alba Iulia a offert un banquet de 21 000 sarmale.

##### Commémoration des héros de larévolution
Le mardi 22 décembre 2009 est organisée pour la première fois, à Craiova sur l'esplanade du Théâtre National Marin Sorescu, une commémoration des héros de la révolution. À cette occasion, les autorités de Craiova proposent une dégustation de sarmale, de fasole cu cârnați, de cozonac et de vin chaud.

##### Journée de l'Europe
Le lundi 9 mai 2010, lors de la Journée de l'Europe (Ziua Europei), pour commémorer la Déclaration Schuman, a été célébré par une dégustation gratuite de sarmale dans la mairie du 2e arrondissement de Bucarest. À cette occasion, les Bucarestois mangèrent les 32000 sarmale qui furent préparés, accompagnés de vin de pays.

### Festivals

#### Festival international des Sarmale
Le Festival international des Sarmale (Festivalul International al Sarmalelor) est le premier festival gastronomique de Roumanie consacré aux sarmale. Il s'agit d'une manifestation culturelle folklorique qui se déroule à Praid, une petite station balnéaire située dans le département de Harghita en Transylvanie, au cœur des terres peuplées jadis par les Sicules aux limites du județ de Mureș. Il est organisé chaque année pendant le troisième week-end du mois de septembre.
Le Festival international des Sarmale a débuté en 1994, lors d'un colloque international sur le thème du tourisme rural, qui s'est tenu à Praid. Lors de ce colloque, il a été proposé que les Roumains et les Hongrois travaillent ensemble. Le défi a été accepté et ils créèrent le premier festival qui s’appelait Töltöttkáposzta Fesztivál (en hongrois : festival du chou farci) et qui s'est déroulé à Pusztamérges en Hongrie en 1994. Puis l'année suivante, le festival a été organisé à Praid en Roumanie. Après une période de quatre ans, au cours de laquelle le festival a eu lieu alternativement à Pusztamérges et à Praid, cette dernière est devenue, en 1998, l'hôte permanent du Festival international des Sarmale.
Depuis, chaque année les meilleurs confectionneurs de sarmale de toutes les régions du pays et du monde entier, se rencontrent dans une foire gastronomique qui comporte sept catégories pour élire celui qui produit :
- le meilleur des sarmale;
- le plus original;
- le plus fantaisiste;
- les assortiments les plus diversifiés;
- le plus gros;
- le plus petit;
- et le concurrent le plus jeune.

En 2008, un sarma pesant un kilogramme avec un diamètre de 20 centimètres a été désigné comme le plus gros sarma. Il a été réalisé par une équipe hongroise.
Mais la véritable légende du festival est un Roumain prénommé Dorin Beu, gérant d'une pension dans la ville de Orlat dans le județ de Sibiu. Dorin Beu a remporté deux fois le prix du plus gros sarma lors des éditions 2005 et 2006. Il aurait pu aussi gagner le prix des meilleurs sarmale, mais le règlement du concours ne permet pas à un même concurrent de rafler plusieurs prix. Selon Dorin Beu, le secret de sa réussite réside dans sa recette familiale qui se transmet de père en fils, où il confie l'utilisation de la slănina dans sa préparation.

#### Festival des sarmale en République de Moldavie
Depuis 2008, chaque été, il existe un rassemblement dans la ville de Strășeni dans le raion de Strășeni en République de Moldavie, qui s'appelle Festivalul sarmalelor (le festival des sarmale). Lors de ce festival, un concours est organisé où un jury choisit le meilleur sarma de la compétition, mais aussi les meilleurs plăcintă, mămăligă etc...

#### Festival vert
Le 9 septembre 2006, à Milișăuți dans le județ de Suceava s'est déroulée la première édition du « Festival vert » (Festivalului Verzei) une célébration annuelle où il y a une exposition de produits agricoles de saison, une dégustation de sarmale, un défilé de chevaux, des concerts et des danses folkloriques.

### Restaurants

#### Auberge des Trois Sarmale

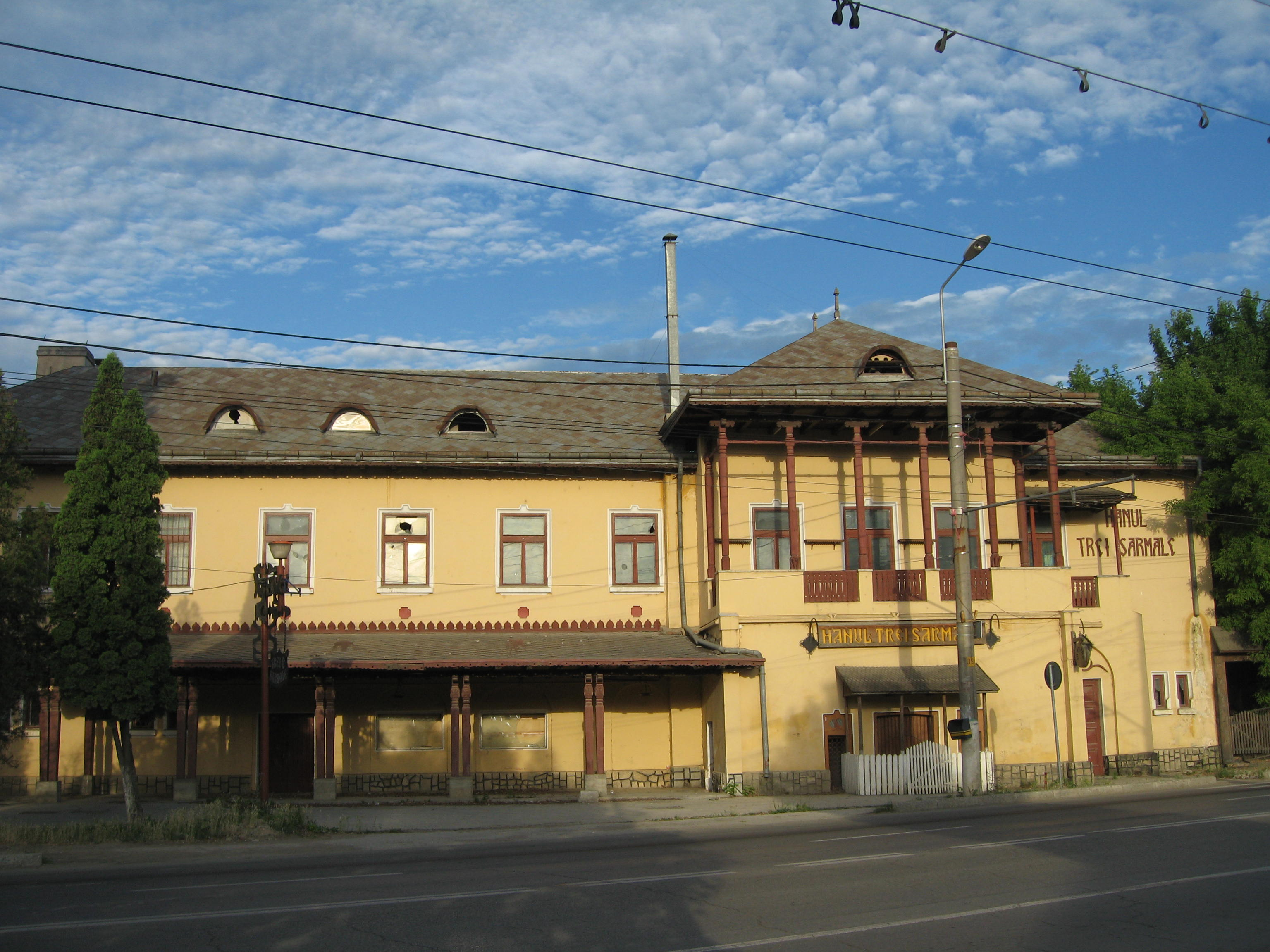
Auberge Trei Sarmale de Iași.

L'auberge dite des Trois Sarmale (Hanul Trei Sarmale) est une célèbre auberge et un haut lieu touristique de la ville de Iași, située le long de la route de Bucium, au sud-est de Iași.
Le nom de l'auberge proviendrait du fait qu'on sert trois sarmale par assiette. Mais le nom de l'auberge fait plutôt écho au monastère des Trois Saints Hiérarques (Manastirea Sfintii Trei Ierarhi) situé dans la même ville. Les choux farcis sont servis avec des vins du vignoble de Bucium.
Parmi les documents trouvés dans l'église arménienne de Iași par l'historien Nicolae Iorga, il y a un acte de tribunal datant des années 1675-1680 dans lequel deux marchands arméniens et un curé discutent au sujet des Trois Sarmale. Au fil du temps, l'auberge a connu plusieurs propriétaires, et au XVIIIe siècle, l'église de Socola en était le propriétaire.
En 1863, par la réforme des droits des domaines monastiques du prince Alexandre Jean Cuza, la municipalité de Iași prend possession de l'auberge de l'église de Socola. La ville vend l'établissement avec la loi 522 d'Anton Andriescu du 28 octobre 1892, pour un montant de 2505 lei, en août 1919 aux frères Teodor et Dumitru Luca. Les frères Luca l'ont agrandie et modernisée en 1930.
En 1948, l'auberge a été nationalisée par les autorités communistes, Dumitru et Luca, derniers propriétaires ont été condamnés à six ans de prison.
En 1969, le bâtiment a été placé sous administration de l'Office National du Tourisme (ONT). L'auberge était en ruine. L'ONT a investi des sommes significatives dans la restauration de l'auberge. En 1970 l'auberge est reconstruite avec les plans de l'architecte Costinescu, avec une taille trois fois supérieure à la précédente. La nouvelle auberge a ouvert ses portes à l'été 1971.
Après la Révolution roumaine de 1989, l'auberge est devenue la propriété du SC Turism Moldova SA. Les derniers propriétaires, les frères Luca ont poursuivi la société, et ont exigé la restitution de l'auberge.
Le 28 novembre 2005, le tribunal de Iași prend la décision de restituer l'auberge des Trois Sarmale à Rodica et Grigore Luca, les enfants de Dumitru Luca.

#### Sarmale
La Sarmale est le nom du nouveau restaurant libre-service ouvert en 2011 dans l'aéroport de Bucarest-Henri-Coandă.

## Sarmale aujourd'hui

### Reconnaissance mondiale

#### Union Européenne
Le 13 avril 2010, s'est tenu un banquet où 700 convives, dont le commissaire européen Dacian Cioloș se sont régalés de 4000 sarmale, accompagné de ciulama, du bulz, et des bûches au chocolat. Ce festin a été organisé par le député européen Petru Luhan et le président du județ de Suceava, Gheorghe Fluturau au Parlement européen pour promouvoir la Bucovine,.

#### UNESCO
En mars 2011, après que les Italiens ont demandé aux Nations unies de classer la pizza napoletana comme patrimoine mondial culturel de l'UNESCO, une rumeur s'est propagée sur la Toile, concernant une demande d'inscription des sarmale à ces mêmes instances internationales, au motif que le chou farci à la roumaine est une valeur nationale.
Jusqu'à présent, l'UNESCO a reconnu comme patrimoine mondial sept sites roumains et deux éléments culturels comme patrimoine mondial culturel immatériel de l'humanité en Roumanie, l'un étant la Doïna, l'autre étant le rituel du Căluș.
Cependant, bien que le gouvernement roumain soit tenté de faire une demande auprès de l'UNESCO, cette idée n'est restée qu'en état de projet à l'heure actuelle, car d'autres pays comme la Turquie ou la Bulgarie sont aussi tentés de formuler la même demande. Et donc, il sera très difficile de départager les pays demandeurs entre eux, sans pouvoir prouver l'origine de sa création, afin de choisir celui qui accueillera le chou farci en tant que patrimoine culturel immatériel de l'UNESCO.

#### Sarmale dans le monde
En 2008, Melinda Nagy de Cluj-Napoca ouvre l'unique restaurant roumain à Nagoya au Japon et nomme son établissement sarmale, où elle fait découvrir aux Japonais, la ciorbă de burtă, les poivrons farcis et bien sûr les sarmale.
En 2009, dans une émission télévisée française diffusée sur la chaîne M6 et intitulée Un dîner presque parfait, une candidate d'origine roumaine se prénommant Andréea, a réalisé pour le concours, un repas typiquement roumain, avec des sarmale accompagnés de mămăligă, le tout arrosé de vișinată, et en dessert un feuilleté de Dobrogea.
Des personnalités des quatre coins du monde avouent avoir un faible pour le sarma, comme la chanteuse mexicaine Anahí, le footballeur nigérien Binaware Williams Ajuwa. La Miss Allemagne 2009, Doris Schmidts qui est née à Brașov du județ de Brașov déclare que son plat préféré sont les sarmale.
Quant au chanteur turc Tarkan, il réclame des sarmale chaque fois qu'il est en tournée en Roumanie.
En 2005, alors qu'il était en tournage en Roumanie pour le film Toyman, l'acteur américain Steven Seagal a déclaré qu'il a goûté des sarmale avec de la mămăligă et qu'il a apprécié. Et le 7 mai 2011, à l'occasion de sa venue à Bucarest pour donner un concert, la chanteuse colombienne Shakira voulait manger des sarmale.
La critique de cinéma Manuela Cernat dit du cinéaste américain d'origine roumaine Jean Negulesco que : « Il était un excellent cuisinier, tout le monde le savait, et lorsqu’il invitait ses amis dîner chez lui, ses amis étant, entre autres, Katharine Hepburn, Spencer Tracy et Greta Garbo il préparait toujours pour eux un plat roumain : les fameuses sarmalute accompagnées de mămăligă ».
Le chanteur Mihai Trăistariu a révélé qu'il raffole des sarmale de sa mère et qu'il en mange tous les jours.

### Enjeu économique

#### Exonération de la Mctaxe
En 2010, afin de faire face à la crise économique que traverse la Roumanie, le gouvernement de Traian Băsescu, par le biais du ministre de la Santé Attila Cseke, profite du débat public sur la malbouffe, l’obésité concerne plus de 20 % de la population roumaine, pour imposer une taxe, appelé populairement Mctaxe (en référence au McDonald's), de moins de 10 % sur la restauration rapide, en l'occurrence McDonald's, KFC, Pizza Hut et Spring Time et des produits trop gras, trop sucrés et trop salés, comme les hamburgers, les pizzas, les sodas, et les friandises, etc.. Mise en vigueur en mars 2010, ce nouvel impôt renommée taxe sur la nourriture fast-food, dispense les mititei et les sarmale de cette hausse.
Cette exception a été critiquée par Gheorghe Mencinicopschi, directeur de l'Institut sur la Recherche Alimentaire (Institutului de Cercetări Alimentare), en déclarant que la viande de porc devrait être imposée, car elle apporte beaucoup de graisse au corps.

#### Production industrielle
En 2008, un nouvel ustensile de cuisine qui facilite la confection de sarmale est mis sur le marché roumain.
On peut noter que la marque roumaine Scandia food vend, dans sa gamme tradition (tradiții), de la chair à saucisse pour sarmale en conserve qui sert à farcir des choux. Mais la révolution industrielle du sarmale s'est produite le lundi 3 décembre 2010, où un homme d'affaires roumain du nom de Bajko Laszlo inaugure dans une ancienne écurie, la première fabrique de sarmale du pays à Gheorgheni, une petite ville du département d’Harghita. Le sarmale y est cuisiné de façon manuelle par quatre cuisiniers et selon une recette traditionnelle du Pays sicule.
Depuis le 21 juin 2011, il existe un site internet nommé sarmaleonline.com dont l'activité sont la confection et la livraison à domicile de sarmale dans la zone de Vérone en Italie. Trois sortes de sarmale sont proposées dans le site, les sarmale avec feuilles de chou, avec des feuilles de vigne ou des feuilles de tilleul.

### Sarmale caritatif

#### Jour des Sarmale
Le Ziua sarmalelor ou en français le Jour des Sarmale est une action caritative mensuelle créée en février 2010, par un homme d'affaires roumain du nom de Vasile Lup, ayant pour but de distribuer gratuitement des sarmale aux plus démunis, le premier lundi de chaque mois, sur l'esplanade du musée du județ de Satu Mare.

### Sarmale insolite

#### Recette originale
Outre les recettes traditionnelles liées aux saisons ou aux régions, il existe des recettes de sarmale qui sortent de l'ordinaire chou farci.

##### Pizza au sarmale
En novembre 2008, à l'occasion des fêtes de Noël, un Américain résidant en Roumanie, du nom de Jerry Alfred Dauteuil, président-directeur général de Jerry's Pizza et qui possède sept pizzerias à Bucarest a créé la première pizza au sarmale du monde, avec des morceaux de choux farcis, du maïs et des piments. Malgré une appréhension générale de mettre un chou farci sur une pizza, l'invention de Jerry Alfred Dauteuil a quand même reçu un certain succès.

##### Sarmale aux escargots
En 2007, une usine de transformation de viande d'escargot de type Helix pomatia certifié bio nommée Escar Prod est ouverte à Teliu près de Brașov dans le Județ de Brașov par Marcel Măcriș, où sont produits notamment des saucisses à l'escargot, ainsi que des sarmale farcis à l'escargot. Le sarmale et les saucisses à l'escargot ont eu beaucoup de succès à la foire de Bucarest. L'usine a été construite à la suite de l'essoufflement de la fièvre de l'escargot, où 213 agriculteurs roumains qui ont investi dans la production de l'escargot, n'ont pas trouvé de débouché adéquat.

#### Concours de sarmale
En marge du concours organisé lors du Festival International des Sarmale en septembre, il existe en Roumanie d'autres concours, plus ou moins cocasses, autour du sarmale.

##### Concours du plus gros mangeur de sarmale
En Roumanie, il y a un concours du plus gros mangeur de sarmale organisé par la Fédération nationale de mangeurs de sarmale (Federatia Nationala a Mancatorilor de Sarmale), qui se déroule deux fois par an, à Pâques et à Noël, depuis plus de 30 ans.
En avril 2010, le précédent record de 48 sarmale détenu par un certain Robert V de Buzău du județ de Buzău a été battue par Ioan S de Medgidia du județ de Constanța, après un marathon de quatre heures où il a réussi à avaler 53 sarmale en un seul repas.
Ioan S a dit qu'il ne s'arrêtera pas là et qu'il a décidé de battre son propre record à Noël.
Le jeudi 19 mars 2009, Ion Pavel Ruhat, un roumain de 25 ans, habitant à Cisnădie du județ de Sibiu a réussi l'exploit de manger 19 sarmale en trois minutes, remportant un concours organisé par le premier Festival international de mariages et de gastronomie (Festivalului Internațional de Nunți și Gastronomie) à Sibiu.
Mihai Zugravu, le porte-parole de l'événement va demander d'enregistrer ce record dans le Livre Guinness des records,.

##### Concours de lancer de sarmale
Depuis 20 ans, dans la ville de Iași, il existe un concours de lancer de sarmale. Ce concours est organisé le 14 octobre, le jour de la Sainte Parascève. Le mouvement sportif de l'Église orthodoxe roumaine a approuvé la mise en place d'un concours de lancer de sarmale, permettant aux concurrents les plus doués d'être récompensés par des diplômes et des médailles. Il faut savoir que le jour de la Sainte Parascève est un jour de privation alimentaire, et le fait de jeter des sarmale est une métaphore de chasser ses propres pêchés. Ce concours crée chaque année une polémique, mais les pouvoirs publics ne font rien pour l'interdire.

##### Concours de sarmale sur internet
En novembre 2009, à l'occasion des fêtes de Noël, la marque agroalimentaire BergHOFF a organisé un concours sur Internet intitulé batalia sarmalelor (bataille de sarmale) qui récompensera celui qui réalise la plus belle recette originale de sarmale avec photographie à l'appui. Le premier lot est un panier de produits BergHOFF d'une valeur de 1361 lei.

### Effets bénéfiques
Les protochronistes prêtent des vertus thérapeutiques aux sarmale en raison de celles du chou, jadis vantées par Chrysippe de Soles et par Pythagore. Ce dernier considérait le chou comme un remède à l'insomnie, à l'indigestion, à la colique, à l'ulcère et même aux luxations, ainsi qu'aux maux de cœur et de foie. L’auteur latin Caton l'Ancien affirme que consommer du chou macéré dans du vinaigre, peu avant ou après des agapes, permet d’échapper à la gueule de bois. Diogène de Babylone aurait atteint les 90 ans en vivant de chou et d'eau fraîche.
Les sarmale apportent des vitamines B1, B3, B6 et B12 qui jouent un rôle essentiel pour le bon fonctionnement du système nerveux et musculaire, l’assimilation des protéines, glucides et lipides grâce à la viande de porc qu'elles contiennent.
Bref, voilà un plat traditionnel devenu d'abord national, et pour finir, élevé au rang de panacée.

### Apports nutritionnels
Le sarmale est constitué en majorité de viande. Cette forte présence de protéines se ressent lors du calcul des apports nutritionnels. Malheureusement, la viande de porc est grasse, et donc les lipides aussi sont présents en grande quantité.
Une portion de sarmale, environ 250 g représente 
- 348 kcal..................(17 % des AJR)
- 21 g de protides.......(28 % des AJR)
- 28 g de lipides.........(42 % des AJR)
- 3,8 g de glucides......(01 % des AJR)[108]

### Contre-indication
Une étude de l'organisation World Vision révèle que les jeunes mères des régions pauvres de Roumanie manifestent un manque d'expérience concernant l'alimentation des nourrissons, en interrompant l'allaitement trop vite et en donnant des plats comme les sarmale, les mititei etc. cuisinés pour le reste de la famille, ainsi que du Coca-Cola dans le biberon. Les pédiatres avertissent que des carences alimentaires dans les deux premières années laissent des séquelles profondes sur le développement des nouveau-nés.
Ceux qui ont des problèmes de vésicule biliaire et de cholestérol doivent éviter de manger des sarmale.
Les sarmale auxquelles on a ajouté de la sauce rântaș lors de la préparation peuvent présenter un danger pour la santé, car le rântaș contient deux substances nocives pour l'organisme : l'acroléine et l'acrylamide.

## Dans la culture populaire

### Dans les arts

#### Littérature
Le poète roumain Ion Nicolescu, chante les sarmale d'une façon patriotique dans son chant XIX, extrait du recueil Nu e om cel ce nu schimbă lumea : « miroase a sarmale peste munții Carpați... » (On sent les sarmale sur les montagnes des Carpates).
L'auteur roumain Victor Eftimiu est devenu célèbre après avoir raillé la poésie Romanțe de trei de celor de Romanța (« Le roman des trois Romances ») de Ion Minulescu, dont le titre parodique est  Romanța celor trei Sarmale (« Le roman des trois Sarmale ») :
« Sarmale verzi, 

Chiftele blonde, 

Carnati cu must si mititei…

N-ai sa auzi din drang, 

Din cobze, 

Din mandoline

Si tambale

Decat romanta fara vorbe

Romanta celor trei sarmale… »
Le poète roumain Alexandru O. Teodoreanu connu sous le pseudonyme de Păstorel a composé un poème sur le thème du chou farci à la roumaine intitulé : « Ode aux sarmale » (Odă sarmalei) :
« Cum s-ar defini sarmaua?

Vis înaripat al verzei ce-l avu cât a durat

somnul lung metamorfozic în butoiul de murat...
Potpuriu de porc și vacă, simfonia tocăturii, 

imn de laudă mâncării, înălțat în cerul gurii.
O cochetă care-și scaldă trupu-n sos și în smântână

și se-nfășoară în varză ca în valuri de cadână.
O abilă diplomată ce-a-ncheiat o strânsă ligă

c-o bărdacă de vin roșu și-un ceaun de mămăligă.
Oponentă din principiu și un strașnic adversar

pentru tot ce e dieta sau regim alimentar.
Un buchet de mirodenii, o frivolă parfumată

ce te-mbie cu mirosuri de slănină afumată.
Locatara principală ține-n spațiu tolerate, 

perle de piper picante, boabe de orez umflate.
O prozaică'nnăscută, cum s-o prinzi în prozodie

că de când e lumea, porcul n-a citit o poezie.
Un aducător de sete, de bei vinul cu ocaua.

Iată-n câteva cuvinte, cum s-ar defini .. sarmaua !!! »
Ionel Teodoreanu reprend et développe dans le roman La Medeleni (A Medeleni), la tendance, manifestée auparavant déjà chez Alexandru Odobescu, Calistrat Hogaş et Mihail Sadoveanu, à aborder les aspects culinaires, œnologiques et gustatifs :
«Intoarsa de la Paris, Olguta mananca sarmalute, « adevarata sarmaluta moldoveneasca » intr-un Stambul de « sidef de purpura, de ametist, de roz sanghin, de mahon, de perla, de margean », (...) ». (« Rentrées de Paris, Olga mange des sarmale, de « véritable sarmale moldave » dans une Istambul de « pourpre nacré, d'améthyste, de rouge sanguin, d'acajou, de perle, de corail (...). »)
L'auteur américain Allen S. Weiss dans son roman Autobiographie dans un chou farci, consacre un chapitre aux sarmale en parlant des 77 760 variantes de cette recette.
Dans le roman de l'auteur roumain Sever Miu intitulé Des pas sans traces (Pași fără urme), dans le chapitre 11, le héros, un jeune juif roumain se pose la question : « Combien de sarmale et de saucisses de porc auront-ils mangés sans respecter les règles du Talmud ! »
Dans son livre Cuisine inspirée, l’audace française, pour rendre hommage à Emil Cioran, Ingrid Astier décrit la recette des Sarmale de Rășinari, ville natale du philosophe roumain.

#### Cinéma
Le film Sarmale reci (Sarmale froids) est un court métrage d'une comédie dramatique roumaine de 2006, réalisé par Claudiu Romilă qui conte les aventures de Nela (interprété par Marinela Chelaru), qui quitte sa morne existence avec Nicu, son mécanicien de mari pour un « prince arabe » nommé Ali. Or à la fin, elle se rend compte que le goût des sarmale, même froid, est peut-être meilleur que le goût de l'aventure. Sarmale reci est un film qui s'interroge sur la condition féminine en Roumanie.
Dans le film California dreamin' (Nesfârșit)) de Cristian Nemescu, avec Armand Assante, Jamie Elman, Răzvan Vasilescu, Ion Sapdaru etc. est une comédie dramatique roumaine qui a obtenu le Prix Un certain regard au festival de Cannes 2007. Dans une des scènes du film, alors que les villageois de Căpâlnița font la fête avec les soldats américains, Doiaru (Răzvan Vasilescu) enseigne au capitaine Doug Jones (Armand Assante) la recette des sarmale.

#### Musique
Il existe un groupe de rock roumain qui s'appelle Sarmalele Reci fondé par Florin Dumitrescu en 1993 à Bucarest. Il a voulu créer un groupe de rock qui porte un nom bien roumain, car à cette époque, tous les autres groupes portaient des noms à consonance anglo-saxonne.
Le chanteur roumain Gheorge Tudor créé en 2009, un spectacle musical qu'il intitule 
N-avem ape minerale, n-avem gheata, nici hartie, n-avem varza de sarmale, dar avem democratie. (« Nous n'avons pas d'eau minérale, ni de glace, ni de papier, ni de chou pour sarmale, mais nous avons la démocratie »). Il s'agit d'un récital accompagné avec l'orchestre philamornique d'Olténie, consacré aux événements de la Révolution roumaine de 1989.

## Universalité du chou farci

### Recettes similaires dans le monde
Avec des variantes dans sa composition, sa préparation ou sa consommation, ce mets est préparé dans la cuisine traditionnelle de plusieurs pays à travers le monde. Le chou farci est présent dans la gastronomie :
- albanaise (japrakë),
- algérienne (dolma krombit),
- allemande (kohlroulade),
- arménienne (կաղամբիտոլմա kaghambi tolma),
- autrichienne (krautrouladen),
- azerbaïdjanne (kələm dolması),
- belge (chou farci ou koolvink),
- bosnienne (jabrak),
- bretonne (bardatte),
- bulgare (cарми sarmi),
- chilienne (niños envueltos),
- chinoise (白菜卷 bai cai juan),
- coréenne (양배추말이 baechuseon)
- corse (carbusgiu farzitu)
- créole (saucisses au chou)
- croate (arambašići),
- chypriote (Κουπέπια koupekia),
- égyptienne (mahchi kromb),
- espagnole (repollo relleno),
- estonienne (kapsarull),
- finlandaise (kaalikääryle),
- française (chou farci),
- grecque (λαχανοντολμάδες lahanadolmades),
- hongroise ( töltött káposzta),
- indienne (potoler dolma),
- italienne (involtini di cavolo),
- libanaise (malfouf mehchi),
- juive (סרמאלה holishkes),
- lituanienne (balandėliai),
- maltaise (kaboċċa mimli),
- moldave (sarmale ou găluci),
- néerlandaise (koolvink),
- niçoise ("capoun")
- palestinienne (waraq al-'ainib),
- polonaise (gołąbki),
- portugaise (repolho recheado),
- provençale (lou fassum),
- québécoise (cigares aux choux),
- russe (Голубцы golubtsi),
- serbe (сарма ou sarma),
- slovaque et tchèque (holubki),
- suédoise (kåldolmar),
- suisse (chou farci à la Béroche),
- syrienne (malfouf mehchi ou lakhana)
- turque (lahana dolmasi ou yaprak sarması)
- ukrainienne (Голубці golubtsy) et biélorusse (Галубцы galubtsi),
- vietnamienne (canh bap cai cuon thit).

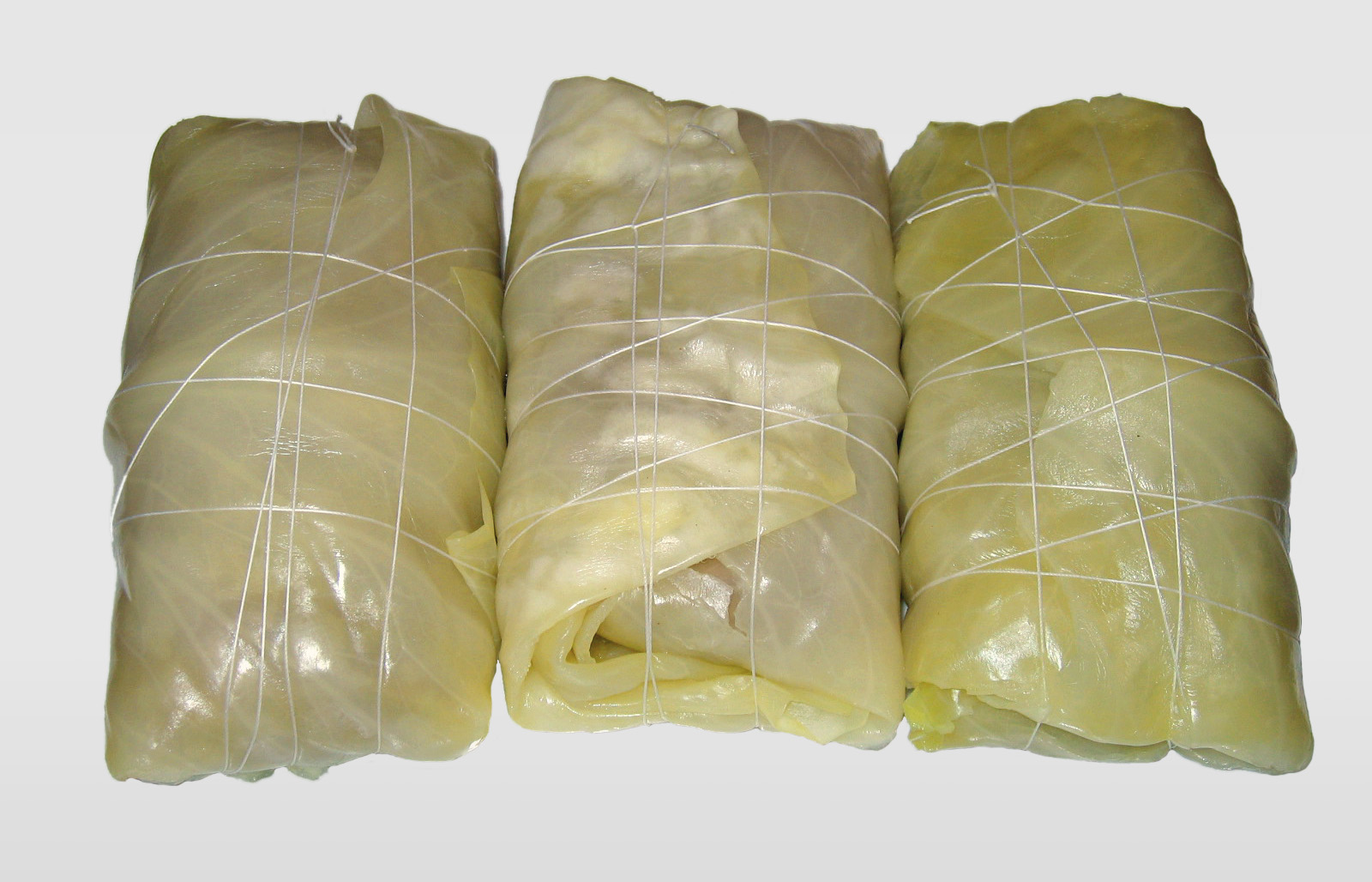
Chou farci allemand ou Kohlroulade.
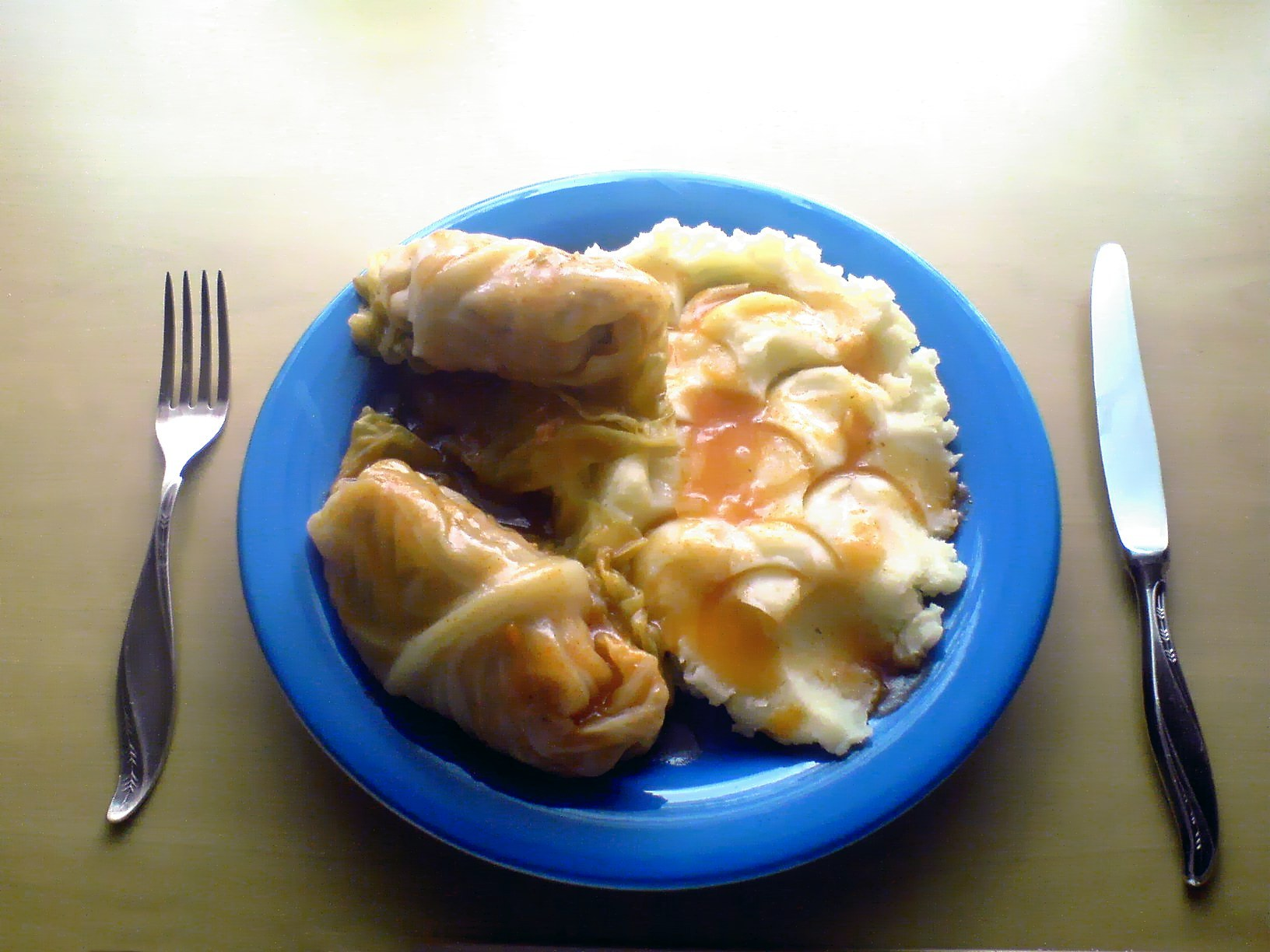
Chou farci à la polonaise ou golabki.
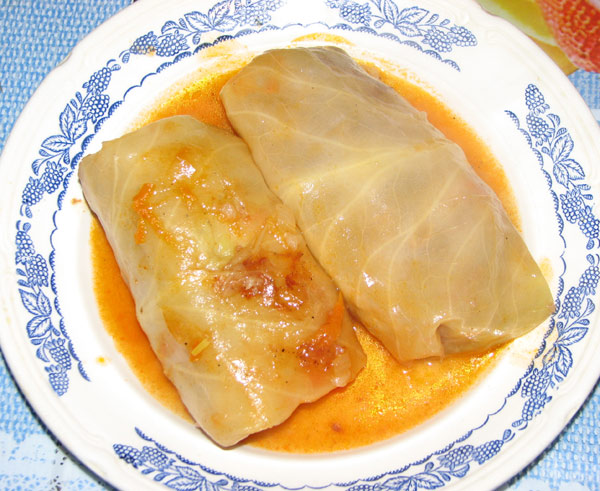
Chou farci russe ou golubtsi.
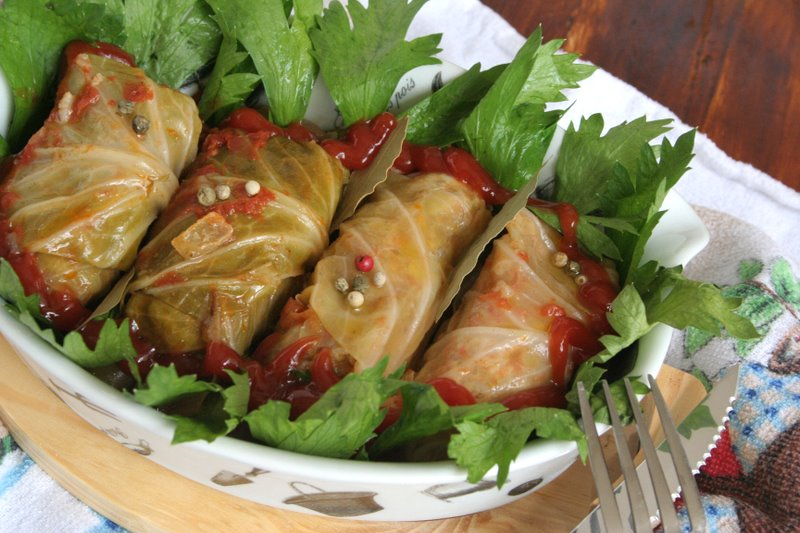
Chou farci juif ou holishkes.
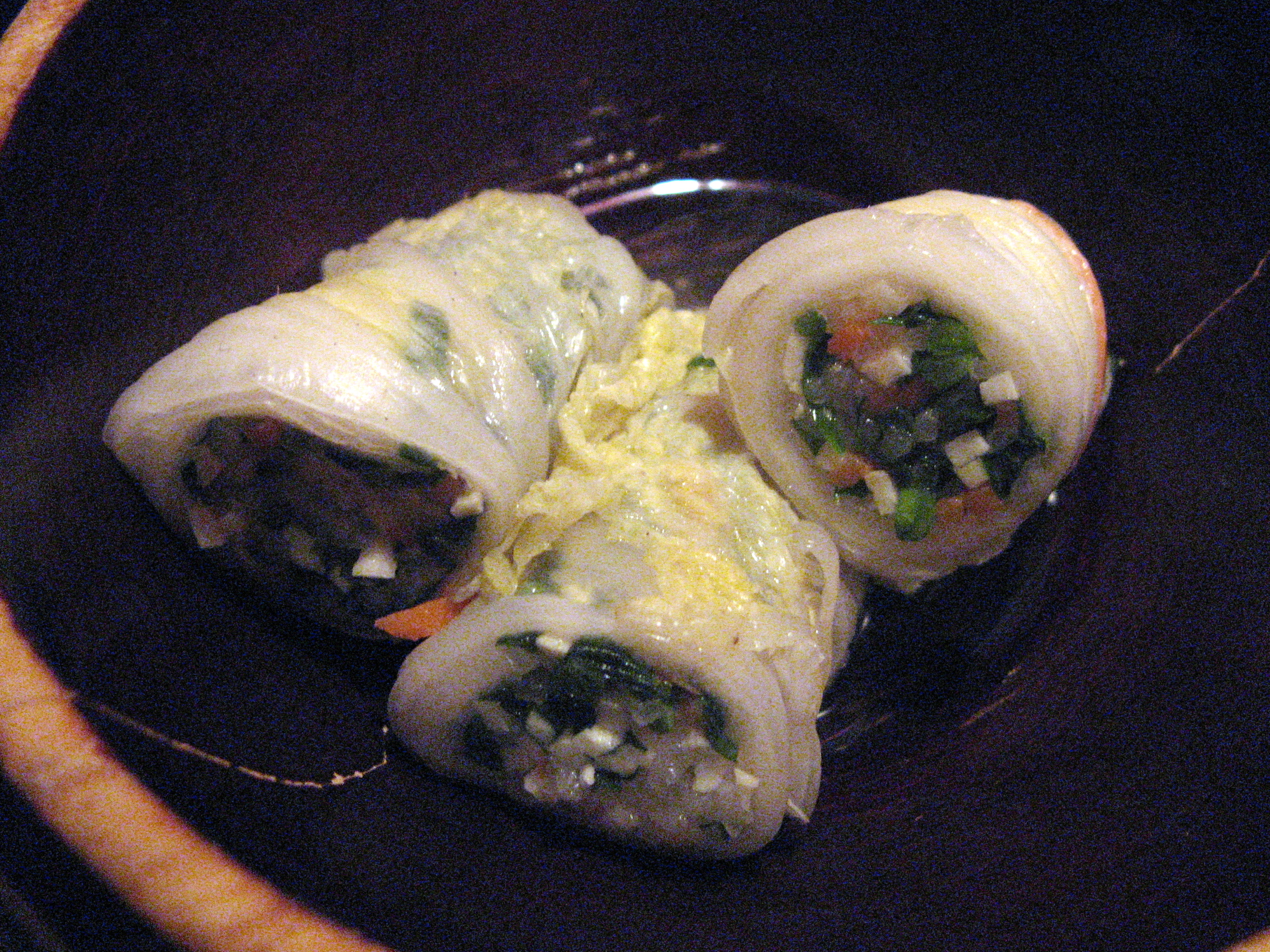
Chou farci coréen ou baechuseon.

Aujourd'hui, le chou farci a atteint la cuisine des pays qui n'avaient pas de préparation traditionnelle comme les États-Unis (cabbage roll) par des diasporas d'Europe centrale, arabe ou juive ; ou le Japon (ロールキャベツ roll kyabetsu) par la mondialisation.
L'auteur américain Allen S. Weiss a décrit l'universalité du chou farci dans son roman Autobiographie dans un chou farci (2006) : « Le chou farci n'a pas d'origine. La forme de la plante - où chaque feuille enrobe et protège successivement les couches intérieures dans une mise en abyme sans fin - suggère la forme du plat. Le chou farci n'a pas d'histoire. Plat populaire, «pauvre», il s'est échappé des récits des chroniqueurs et des historiographes des rois, ainsi que des lectrices des reines. Il est éternel dans le fond et éternellement changeant dans la forme. Le chou farci n'est pas défini. C'est un plat aux variantes quasi infinies, au-delà des limites de la compréhension humaine. J'ai toujours pensé que le chou farci était un plat délicieux, nostalgique, consolateur. J'ai mis presque un demi-siècle à comprendre que le chou farci était aussi un mystère, une révélation, une vérité. »

### Sources
- Strabon (trad. du grec ancien), Géographie Livre VII, Paris, Les Belles lettres, 1989, 335 p. (ISBN 2-251-00314-2)
- Radu Anton Roman, Savoureuse Roumanie : 358 recettes culinaires et leur histoire, 2004, 661 p. (ISBN 978-2-88250-136-3).
- (en) Bert Fragner, From the Caucasus to the Roof of the World : a culinary adventure, Londres, Tauris Parke paperbacks, 1994, 302 p. (ISBN 1-86064-603-4).
- Louis Stouff, Ravitaillement et alimentation en Provence aux XIVe et XVe siècles, 1970 (ISBN 2-7132-0261-2).
- François Massialot, Le cuisinier royal et bourgeois, 2001 (ISBN 2-84190-065-7).
- (en) Peter Haining, The Dracula scrapbook, new english library, 1976 (ISBN 978-0-681-41643-7).
- Allen S. Weiss, Autobiographie dans un chou, Paris, Mercure de France, 2006, 107 p. (ISBN 2-7152-2629-2).
- Ingrid Astier, Cuisine inspirée, l'audace française, Paris, A. Viénot, 2007, 376 p. (ISBN 978-2-914645-93-5).